# پکا پاریکا
پکا پاریکا (فنلاندی: Pekka Parikka؛ ‏ ۲ مهٔ ۱۹۳۹ – ۲۱ مارس ۱۹۹۷) کارگردان فیلم، و فیلم‌نامه‌نویس اهل فنلاند بود.
از فیلم‌هایی که وی در آن‌ها نقش داشته‌است، می‌توان به جنگ زمستان اشاره نمود که در چهلمین دورهٔ جشنواره بین‌المللی فیلم برلین به‌نمایش در آمد.